# Jungiella occidentalis
Jungiella occidentalis is een muggensoort uit de familie van de motmuggen (Psychodidae). De wetenschappelijke naam van de soort is voor het eerst geldig gepubliceerd in 1987 door Wagner.